# Canta Carmen Delia Dipiní
Canta Carmen Delia Dipiní es un disco compilatorio de éxitos de diferentes agrupaciones cubanas que acompaña a la cantante boricua, que entona ritmos de Cuba y Puerto Rico, grabado en 1956. Es el cuarto long play compilado donde incluyen los seis números que grabara la cantante con la Sonora Matancera.

## Canciones
1. Besos de Fuego**
2. Dímelo***
3. Son Amores***
4. Experiencia**
5. Ignorancia***
6. No es Venganza ***
7. Si no Vuelves*
8. Delirio*
9. Vuelve Alma Mía*
10. Regálame un Minuto*
11. Para Que la Oigas*
12. No Te Demores*

(*)Interpretados con la Sonora Matancera
(**) Interpretados con la Orq. Rene Tauzet
(***) Interpretados con Johnny Rodríguez y su Trío
- Datos: Q5747654